# Urushtenella
Urushtenella es un género de foraminífero bentónico de la Subfamilia Paraglobivalvulininae, de la Familia Globivalvulinidae, de la Superfamilia Globivalvulinoidea, del Suborden Endothyrina, del Orden Endothyrida, de la Subclase Fusulinana y de la Clase Fusulinata. Su especie tipo es Urushtenella superiorbrosa. Su rango cronoestratigráfico abarca el Changhsingiense (Pérmico superior).

## Discusión
Clasificaciones previas hubiesen incluido Urushtenella en la Subfamilia Biseriammininae, de la Familia Biseriamminidae, de la Superfamilia Palaeotextularioidea, del Suborden Fusulinina y del Orden Fusulinida.

## Clasificación
Urushtenella incluye a las siguientes especies:
- Urushtenella latebrosa †
- Urushtenella superiorbrosa †